# Gornji Hrastovac
Gornji Hrastovac je naselje u Republici Hrvatskoj, u sastavu Općine Majur, Sisačko-moslavačka županija. 

## Stanovništvo
Prema popisu stanovništva iz 2001. godine, naselje je imalo 313 stanovnika te 112 obiteljskih kućanstava.
| broj stanovnika | 449   | 408   | 445   | 581   | 619   | 623   | 636   | 671   | 509   | 547   | 563   | 501   | 448   | 427   | 313   | 209   | 85    |
|                 | 1857. | 1869. | 1880. | 1890. | 1900. | 1910. | 1921. | 1931. | 1948. | 1953. | 1961. | 1971. | 1981. | 1991. | 2001. | 2011. | 2021. |

## Sport
U naselju je postojao nogometni klub NK 25. maj Gornji Hrastovac